# Cour constitutionnelle (Serbie)
Pour les articles homonymes, voir Cour constitutionnelle.
La Cour constitutionnelle de la république de Serbie (en serbe cyrillique : Уставни суд Републике Србије ; en serbe latin : Ustavni sud Republike Srbije) est l'institution chargée du contrôle de constitutionnalité dans la république de Serbie. Elle vérifie la conformité des lois, des décrets ou projets de loi vis-à-vis de la Constitution. Ses décisions sont « définitives, exécutoires et universellement contraignantes ».
La cour n'est pas considérée comme faisant partie du pouvoir judiciaire mais comme une institution sui generis. Ses missions, sa composition et son fonctionnement sont définis par les articles 166 à 175 de la Constitution et par la « Loi sur la Cour constitutionnelle ».
La Cour constitutionnelle a son siège à Belgrade. Elle est constituée de 15 juges dont l'un exerce la fonction de président.

## Histoire
La Cour constitutionnelle de la république de Serbie, (au sein de la république fédérative de Yougoslavie) a été établie le 9 avril 1963 en tant que corps indépendant de la République pour protéger la constitutionnalité et la légalité dans le cadre de la Constitution de 1963. La Loi constitutionnelle de la Serbie, promulguée le 25 décembre 1963, définit ses compétences et la portée de ses décisions avec plus de précision. Elle a commencé ses travaux le 15 février 1964.

## Compétences
Selon la constitution, la cour décide dans les domaines suivants :
1. la conformité des lois et des décisions à portée générale avec la constitution ;
2. la conformité des traités internationaux ratifiés ;
3. la conformité des décisions générales avec la loi ;
4. la conformité du statut et des décisions générales des provinces autonomes et des décisions locales avec la constitution et la loi ;
5. la conformité des décisions générales émanant des organisations publiques, des partis politiques, des syndicats, des associations civiques et des conventions collectives avec la constitution et la loi ;
6. les conflits de compétence entre les tribunaux et les autres organismes de l'État, entre les organes de la République, les organes provinciaux ou les organes des collectivités locales, entre les organes provinciaux et les organes des collectivités locales ;
7. les contentieux électoraux pour lesquels la loi requiert la compétence des tribunaux ;
8. l'interdiction des partis politiques, des organisations syndicales, des associations civiques et des communautés religieuses dans les conditions prévues par la constitution ;
9. la violation de la constitution par le président de la République ;
10. le recours contre les décisions relatives à la validation des mandats parlementaires etc.

## Organisation
La cour est constituée de 15 juges, dont 5 sont désignés par l'Assemblée nationale, 5 par le président de la République et 5 par la Cour de cassation. Les juges sont désignés pour un mandat de 9 ans renouvelable une fois. Pour devenir juge, il faut avoir au moins 40 ans et disposer d'au moins 15 ans d'expérience professionnelle dans le domaine de la jurisprudence. Les juges prêtent serment devant l'Assemblée.
Le mandat d'un juge se termine 9 ans après son élection, sauf en cas de démission, de départ à la retraite ou à la suite d'une procédure de mise en accusation. Pendant son mandat, le juge ne peut exercer aucune autre fonction publique, à l'exception de l'enseignement du droit dans l'une des universités de Serbie. Pendant son mandat, le juge bénéficie d'une immunité juridique.

### Composition (2015)
En 2015, la cour est composée de la manière suivante :
| - Olivera Vučić (décembre 2007) - Bratislav Đokić (avril 2010) - Agneš Kartag-Odri (décembre 2007) - Milan Marković (avril 2010) - Dragiša Slijepčević (novembre 2007) - Dragan Stojanović (décembre 2007) - Sabahudin Tahirović (juillet 2010) | - Marija Draškić (novembre 2007) - Goran Ilić (avril 2010) - Katarina Manojlović-Andrić (décembre 2007) - Bosa Nenadić (novembre 2007) - Milan Stanić (avril 2010) - Tomislav Stojković (juillet 2010) - Predrag Ćetković (novembre 2007) |

En plus de ces 14 juges, la cour est présidée par un 15e magistrat : Vesna Ilić-Prelić, élue juge en décembre 2007 et élue présidente en janvier 2014.

### Anciens présidents
Les personnalités suivantes ont été président de la cour :
- Petar Relić (1963–1971)
- Jovan Đorđević (1971–1979)
- Najdan Pašić (1980–1984)
- Radoslav Ratković (1984–1986)
- Đurđe Seničić (1987–1988)
- Miodrag Bogdanović (1988–1990)
- Balša Špadijer (1990–1996)
- Ratko Butulija (1996–2001)
- Slobodan Vučetić (2002–2007)
- Bosa Nenadić (2007–2010)
- Dragiša Slijepčević (2011–2014)[9]
- Vesna Ilić-Prelić (2014-en fonction)